# Gandż Dareh
Gandż Dareh – stanowisko archeologiczne w Iranie, w ostanie Kermanszah. Jest położone na wysokości 1350 m n.p.m.
Odkryto tutaj w warstwie „E” sezonowe obozowisko i fragment naczynia ceramicznego datowanego metodą radiowęglową na 8450 p.n.e. W warstwach „C”, „B” i „A” odnaleziono zbudowane na planie prostokąta domy wieloizbowe.
Znaleziska te przypisano do tzw. protoneolitu Zagrosu i kultury Karim Szahir.
Źródło: Piotr Bieliński, Starożytny Bliski Wschód: Od początków gospodarki rolniczej do wprowadzenia pisma, PWN, Warszawa 1985, s. 98–100, 103–105, ISBN 83-01-05519-7.